# Stonehawk
Stonehawk is een metalband uit Sneek, Nederland, die in 2010 is opgericht. De muziek kan het beste omschreven worden als een mix van stonerrock en thrashmetal. Invloeden zijn bands als Down, Orange Goblin en Lamb of God. Ze staan sinds november 2015 onder contract bij Black Sheep Bookings. 

## Geschiedenis
Hoewel de band oorspronkelijk uit Sneek komt zijn er in de loop van tijd een aantal leden vervangen en verhuisd, waardoor dit nu niet meer het geval is. Ex-leden zijn bassist Jeroen van Beek, die kort na de opnames van VEX in 2011 is vervangen door Simon Venema. Gitarist Tom Wiegersma is in 2013 vervangen door Denis Dallinga. In datzelfde jaar, kort na het uitbrengen van A Point Of Few, won de band de voorronde van de Metalbattle en een wedstrijd met de naam Highway To Hell, hierdoor speelde de band voor het eerst voor groot publiek op festivals als Into The Grave en Dokk'em Open Air. Niet veel later volgde er een tour door Engeland. In 2015 speelde de band in het voorprogramma van Lamb of God.

## Discografie

### VEX
In 2011 kwam de debuut-ep uit onder de naam VEX, hierop zijn drie nummers te beluisteren: Warriors of Doom, Pointless dedication en Nail to the Crotch. De EP werd opgenomen onder contract bij Double Impact Productions. 

### A Point Of Few
In 2013 bracht de band een ep uit genaamd A Point Of Few, deze ep bevat 5 nummers waaronder Burn the Book en Sanctuary. De ep werd positief ontvangen door tijdschrift de Aardschok. Ook deze EP werd opgenomen onder contract bij Double Impact Productions. 
| Titel          | jaar | Soort  |
| -------------- | ---- | ------ |
| Vex            | 2011 | EP     |
| A Point Of Few | 2013 | EP     |
| They Live      | 2015 | Single |